# Вьетфильмфест
Международный вьетнамский кинофестиваль «Вьетфильмфест» (англ. Vietnamese International Film Festival Viet Film Fest, вьет. Đại hội Điện ảnh Việt Nam quốc tế (Viet Film Fest)) — международный кинофестиваль кинематографистов вьетнамского происхождения, проводимый с 2003 года в Калифорнии, США. До 2013 года проводился регулярно, раз в два года. С 2013 года проводится ежегодно.

## История
Впервые Международный вьетнамский кинофестиваль состоялся в США в 2003 году по инициативе некоммерческих организаций, объединяющих вьетнамские диаспоры. Для участия в своих конкурсах фестиваль собрал кинематографистов вьетнамского происхождения со всего мира. С тех пор он проводился регулярно каждые два года: в 2005, 2007, 2009, 2011 и 2013 году. В эти годы кинофестиваль был известен под названием Vietnamese International Film Festival, ViFF («Международный Вьетнамский кинофестиваль»).
С 2013 года было решено проводить фестиваль ежегодно.
В 2014 году 7-й по счёту Международный вьетнамский кинофестиваль поменял своё прежнее название с «Vietnamese International Film Festival (ViFF)» на новое - «Viet Film Fest» («Вьетфильмфест»).

## Призы
Главным призом жюри кинофестиваля является приз «Бронзовый барабан», названный так в честь древнейших исторических артефактов первой цивилизации Индокитая - знаменитых бронзовых барабанов доисторической археологической Донгшонской культуры, найденных на территории современного Вьетнама.
Главные призы:
- Главный приз жюри «Бронзовый барабан» в номинации «за лучший полнометражный фильм»
- Главный приз жюри «Бронзовый барабан» в номинации «за лучший короткометражный фильм»

Призы:
- Приз «Лучшая мужская роль»
- Приз «Лучшая женская роль»
- Приз зрительских симпатий за лучший полнометражный фильм
- Приз зрительских симпатий за лучший короткометражный фильм
- Приз «Spotlight Award»

Дополнительные призы:
- Приз «Inspiration Award»
- Приз «Лучший оператор-постановщик»

## Лауреаты

### Международный вьетнамский кинофестиваль 2003
Первый по счёту Международный вьетнамский кинофестиваль проходил с 31 октября по 2 ноября 2003 года.
Самому молодому режиссёру-участнику фестиваля было 17 лет, а самому старому - 71 год.
В программе фестиваля были представлены 48 фильмов (в т.ч. 9 полнометражных и 39 короткометражный) из разных  стран за пределами Вьетнама.
Награды:
- Приз зрительских симпатий за лучший короткометражный фильм получили два фильма: «Годовщина смерти[вьет.]», режиссёр Чан Хам[вьет.] и «Đường Trần» (англ. Passage of Life), режиссёр Лыу Хюинь[вьет.].
- Приз «Spotlight Award» получил режиссёр Виктор Ву за фильм «Первое утро».
- Приз «Lifetime Achievement Award» получила актриса и продюсер Киеу Тинь[вьет.] за её вклад во вьетнамский и мировой кинематограф.

### Международный вьетнамский кинофестиваль 2005
2-й по счёту Международный вьетнамский кинофестиваль проходил с 7 по 17 апреля 2005 года.
В программе фестиваля были представлены 37 фильмов (в т.ч. 6 полнометражных и 31 короткометражный) из таких стран как Австралия, Бельгия, Камбоджа, Канада, Франция, Вьетнам и США.
Награды:
- Главный приз жюри «Бронзовый барабан» в номинации «за лучший короткометражный фильм» получил фильм «Buổi Chiều» (англ. Afternoon), режиссёр Kim Spurlock.
- Приз зрительских симпатий за лучший короткометражный фильм получил фильм «Tiger’s Apprentice», режиссёр M. Trinh Nguyễn.
- Приз «Spotlight Award» получил актёр Нгуен Лонг за его работы в фильмах «Первое утро» и «Зелёный дракон».

### Международный вьетнамский кинофестиваль 2007
3-й по счёту Международный вьетнамский кинофестиваль проходил с 12 по 15 апреля и с 19 по 22 апреля 2007 года.
В этом году на фестивале впервые вручался приз жюри «Бронзовый барабан» в номинации «за лучший полнометражный фильм».
В программе фестиваля были представлены 51 фильм (в т.ч. полнометражные и короткометражные) из таких стран как Канада, Франция, Германия, Израиль, Польша, Вьетнам и США.
Награды:
- Впервые на фестивале. Главный приз жюри «Бронзовый барабан» в номинации «за лучший полнометражный фильм» получил фильм «Бегство от краха», режиссёра Чан Хама[вьет.].
- Главный приз жюри «Бронзовый барабан» в номинации «за лучший короткометражный фильм» получил фильм «Windowbreaker», режиссёр Tze Chun.
- Приз зрительских симпатий за лучший полнометражный фильм получил фильм «Кровь Героя», режиссёр Чарли Нгуен.
- Приз зрительских симпатий за лучший короткометражный фильм получил фильм «Going Home», режиссёр Hung P. Nguyen.
- Приз «Spotlight Award» получила писательница Нгуен Тхи Минь Нгок за создание сценария к фильму «Жизнь в страхе».

### Международный вьетнамский кинофестиваль 2009
4-й по счёту Международный вьетнамский кинофестиваль проходил с 2 по 5 апреля и с 9 по 12 апреля 2009 года.
В программе фестиваля были представлены более 60 художественных и короткометражных фильмов из таких стран как Австралия, Канада, Дания, Франция, Великобритания, Вьетнам и США.
Награды:
- Главный приз жюри «Бронзовый барабан» в номинации «за лучший полнометражный фильм» получил фильм «Footy Legends», австралийского режиссёра вьетнамского происхождения До Кхоа.
- Главный приз жюри «Бронзовый барабан» в номинации «за лучший короткометражный фильм» получил фильм «A Summer Rain», режиссёр Ela Thier.
- Приз зрительских симпатий за лучший полнометражный фильм получил документальный фильм «Operation Babylift: The Lost Children of Vietnam», режиссёр Tammy Nguyễn Lee.
- Приз зрительских симпатий за лучший короткометражный фильм получил фильм «Delivery Day», режиссёр Jane Manning.
- Приз «Spotlight Award» получил актёр Дастин Нгуен за высокие достижения в актёрской профессии.

### Международный вьетнамский кинофестиваль 2011
5-й по счёту Международный вьетнамский кинофестиваль проходил с 7 по 17 апреля 2011 года.
В этом году на фестивале впервые вручались призы «Лучшая мужская роль» и «Лучшая женская роль».
В программе фестиваля были представлены более 60 художественных и короткометражных фильмов.
Награды:
- Главный приз жюри «Бронзовый барабан» в номинации «за лучший полнометражный фильм» получил фильм «Би, не бойся!», режиссёра Фан Данг Зи.
- Впервые на фестивале. Приз «Лучшая мужская роль» получил актёр Дастин Нгуен за роль в фильме «Бесконечные луга».
- Впервые на фестивале. Приз «Лучшая женская роль» получила актриса До Тхи Хай Йен за роль в фильме «Бесконечные луга».
- Главный приз жюри «Бронзовый барабан» в номинации «за лучший короткометражный фильм» получил фильм «Behind Death» (вьетн. Phía Sau Cái Chết), режиссёр Tạ Nguyên Hiệp.
- Приз зрительских симпатий за лучший полнометражный фильм получил фильм «Touch» (вьетн. Chạm), режиссёр Nguyễn Đức Minh.
- Приз зрительских симпатий за лучший короткометражный фильм получили два фильма: «Fading Light» (вьетн. Theo Hướng Đèn Mà Đi), режиссёр Тхиен До и «Things You Don’t Joke About», режиссёр Việt Nguyễn.
- Приз «Spotlight Award» получил фильм «Mother Fish», австралийского режиссёра вьетнамского происхождения До Кхоа.

### Международный вьетнамский кинофестиваль 2013
6-й по счёту Международный вьетнамский кинофестиваль проходил с 4 по 14 апреля 2013 года.
В программе фестиваля были представлены 69 фильмов.
Награды:
- Главный приз жюри «Бронзовый барабан» в номинации «за лучший полнометражный фильм» получил фильм «Ведьма войны» канадского режиссёра вьетнамского происхождения Кима Нгуен.
- Приз «Лучшая мужская роль» получил актёр Тхай Хоа за роль в фильме «Во имя любви» (вьетн. Lấy chồng người ta).
- Приз «Лучшая женская роль» получила актриса Нго Тхань Ван за роль в фильме «Дом на аллее» (вьетн. Ngôi nhà trong hẻm).
- Главный приз жюри «Бронзовый барабан» в номинации «за лучший короткометражный фильм» получил фильм «Picture. Perfect», режиссёр Winston Titus Tao.
- Приз зрительских симпатий за лучший полнометражный фильм получил документальный фильм «Mr. Cao goes to Washington», режиссёр S. Leo Chiang.
- Приз зрительских симпатий за лучший короткометражный фильм получил документальный фильм «Stateless», режиссёр Đức Nguyễn.
- Приз «Spotlight Award» получили два документальных фильма: «Stateless», режиссёр Đức Nguyễn и «The Tree Workers Case», режиссёр Daniela Agostini.
- Приз «Inspiration Award» получил режиссёр Чан Ань Хунг за его вклад во вьетнамский и мировой кинематограф.
- Приз «Лучший оператор-постановщик» получил кинооператор Нгуен К'Линь за работу над фильмом «Небесный мандат героя».

С 2013 года было решено далее проводить фестиваль ежегодно.

### Вьетфильмфест 2014
7-й по счёту международный вьетнамский кинофестиваль проходил с 10 по 13 апреля 2014 года. Именно в этот раз фестиваль поменял своё прежнее название с Vietnamese International Film Festival (ViFF) на новое - Viet Film Fest («Вьетфильмфест»).
Изюминкой этого фестиваля стал восстановленный совместный южновьетнамско-японский фильм 1975 года «Number 10 Blues» («Goodbye Saigon»), режиссёра Norio Osada, с южновьетнамской кинозвездой Тхань Лан в главной роли.
В программе фестиваля были представлены 29 фильмов (в т.ч. 8 полнометражных и 21 короткометражный) из таких стран как Вьетнам, Австралия, Канада, Англия, Франция, Германия, Япония, США и впервые - из Южной Кореи.
Награды:
- Главный приз жюри «Бронзовый барабан» в номинации «за лучший полнометражный фильм» получил фильм «Деньги загробного банка», режиссёра Тхиен До.
- Приз «Лучшая мужская роль» получил актер Кхыонг Нгок за роль в фильме «Деньги загробного банка».
- Приз «Лучшая женская роль» получила актриса Нинь Зыонг Лан Нгок за роль в южнокорейском фильме «История Тхюи».
- Главный приз жюри «Бронзовый барабан» в номинации «за лучший короткометражный фильм» получил фильм «Đốt Về Trời» (англ. Burn to Send), режиссёр Ан Динь Ха.
- Приз зрительских симпатий за лучший полнометражный фильм получил документальный фильм «Công Binh, Đêm Dài Đông Dương» (англ. Cong Binh, The Lost Fighters Of Viet Nam), режиссёр Лам Ле.
- Приз зрительских симпатий за лучший короткометражный фильм получил фильм «Hanoi Fly Boy», режиссёр Вьет Фыонг Дао.
- Приз «Spotlight Award» получил совместный южновьетнамско-японский фильм 1975 года «Number 10 Blues» («Goodbye Saigon»), режиссёр Norio Osada.

### Вьетфильмфест 2015
8-й по счёту международный вьетнамский кинофестиваль «Вьетфильмфест» проходил с 16 по 19 апреля 2015 года.
В этом году фестиваль совпал со значимой для всех вьетнамцев датой - 40-летием взятия города Сайгона северовьетнамской армией. Для многих вьетнамских эмигрантов эта дата является весьма печальной, т.к. очень многие вьетнамские беженцы погибли в те дни, спасаясь морским путём от прихода новой власти. В память о падении Сайгона, организаторы фестиваля осуществили ретроспективный показ на большом экране всемирно известного антивоенного южновьетнамского фильма «Земля скорби» (1974), а также вручили специальный приз «Spotlight Award» приглашённым на фестиваль создателям этого фильма: Ня Ке и др.
В программе фестиваля были представлены 31 фильм (в т.ч. 10 полнометражных и 21 короткометражный) из таких стран как Вьетнам, Австралия, Канада, Япония, Бразилия и США.
Награды: 
- Главный приз жюри «Бронзовый барабан» в номинации «за лучший полнометражный фильм» получил фильм «На взмахе крыльев», женщины-режиссёра Нгуен Хоанг Диеп.
- Приз «Лучшая мужская роль» получил актер Thanh Duy за роль в фильме «На взмахе крыльев».
- Приз «Лучшая женская роль» получила актриса Nguyễn Thanh Tú за роль в фильме «Dịu Dàng» (англ. Gentle).
- Главный приз жюри «Бронзовый барабан» в номинации «за лучший короткометражный фильм» получил фильм «Talking to My Mother», режиссёр Leon Le.
- Приз зрительских симпатий за лучший полнометражный фильм получил документальный фильм «Can», режиссёр Pearl J. Park.
- Приз зрительских симпатий за лучший короткометражный фильм получил фильм «Master Hoa’s Requiem», режиссёр Scott Edwards.
- Приз «Spotlight Award» получил южновьетнамский фильм 1974 года «Земля скорби», режиссёр Ха Тхук Кан.

### Вьетфильмфест 2016
9-й по счёту международный вьетнамский кинофестиваль «Вьетфильмфест» проходил с 14 по 17 апреля 2016 года.
Фильмом открытия фестиваля стал новый фильм режиссёра Чан Хама - техно-блокбастер «Siêu Trộm» (англ. Bitcoin Heist).
В программе фестиваля были представлены 24 фильма (в т.ч. 11 полнометражных и 13 короткометражных) из таких стран как Вьетнам, Австралия, Норвегия, Франция и США.
Награды:
- Главный приз жюри «Бронзовый барабан» в номинации «за лучший полнометражный фильм» получил фильм «Жёлтые цветы на зелёной траве», режиссёра Виктора Ву.
- Приз «Лучшая мужская роль» получил актер Tâm Dinh за роль в фильме «Không Bao Giờ Quên» (англ. Never Forget).
- Приз «Лучшая женская роль» получила актриса Miu Lê за роль в фильме «Em Là Bà Nội Của Anh» (англ. Sweet Twenty).
- Главный приз жюри «Бронзовый барабан» в номинации «за лучший короткометражный фильм» получил мультфильм «Chez Moi» (англ. My Home), режиссёр Mai Phuong Nguyen.
- Приз зрительских симпатий за лучший полнометражный фильм получил документальный фильм «Tìm Phong» (англ. Finding Phong), режиссёры Trần Phương Thảo и Swann Dubus.
- Приз зрительских симпатий за лучший короткометражный фильм получил документальный фильм «Honoring Life: The Work of Trinh Mai», режиссёр David Fokos.
- Приз «Spotlight Award» получил документальный фильм «Tìm Phong» (англ. Finding Phong), режиссёры Trần Phương Thảo и Swann Dubus.